# Canton de Nancy-Nord
Le canton de Nancy-Nord est une ancienne division administrative française qui était située dans le département de Meurthe-et-Moselle.

## Géographie

### De 1833 à 1973
Le canton était composé de :
- Maxéville
- Laxou
- Villers-lès-Nancy
- Velaine-en-Haye
- Frouard
- Marbache
- Pompey
- Chaligny
- Maron
- Quartiers Nord de Nancy

### De 1973 à 2015
Le canton était composé des quartiers suivants de la ville de Nancy :
- Boudonville
- Scarpone
- Libération
- Saint-Fiacre
- Trois-Maisons
- Crosnes-Vayringe
- Gentilly
- Haut-du-Lièvre
- Léopold
- Vieille-ville

## Histoire
C'est un ancien canton du département de la Meurthe. Resté français  conformément au traité de Francfort de 1871, il a été intégré au nouveau département de Meurthe-et-Moselle.

## Administration

### Conseillers généraux de 1833 à 2015
| Période | Période      | Identité                                | Étiquette                   | Qualité |
| ------- | ------------ | --------------------------------------- | --------------------------- | --- |
| 1833    | 1835 (décès) | Baron Claude-Joseph Mallarmé            |                             | Ancien Préfet, propriétaire à Nancy Ancien député (1795-1799), ancien maire de Nancy                                  |
| 1836    | 1848         | Joseph Léopold Mourot (1782-1852)       |                             | Président de chambre à la Cour royale de Nancy                                                                        |
| 1848    | 1852         | Louis Tancrède de Scitivaux de Greische |                             | Ancien nofficier d'état-major Propriétaire à Villers-lès-Nancy                                                        |
| 1852    | 1864 (décès) | Michel Monnier (1801-1864)              |                             | Propriétaire, rentier, Président de la Société d'agriculture de Nancy                                                 |
| 1864    | 1871         | Charles-Eugène Grandjean (1810-1878)    |                             | Docteur en médecine à Nancy                                                                                           |
| 1871    | 1891 (décès) | Théophile Noblot                        |                             | Négociant à Nancy |
| 1891    | 1910         | Nicolas Sauce                           | Républicain                 | Maire de Maxéville |
| 1910    | 1919         | Théodore Schertzer                      | RG                          | Industriel Adjoint au Maire de Nancy                                                                                  |
| 1919    | 1922         | Louis Gineste                           | Rad.                        | Agent commercial à Nancy                                                                                              |
| 1922    | 1928         | Louis Siret                             | Libéral                     | Secrétaire d'entreprise à Nancy                                                                                       |
| 1928    | 1940         | Paul-Hippolyte Condé (1889-1982)        | PDP                         | Propriétaire, commerçant, maire de Frouard (1919-1934), conseiller d'arrondissement                                   |
|         |              |                                         |                             | |
| 1945    | 1949         | Alain de Lambilly (1895-1962)           | PRL                         | Officier de marine Délégué régional du Comité d'Organisation de la Mécanique Conseiller municipal de Nancy            |
| 1949    | 1961         | Robert Linard (1918-2000)               | RPF puis RS puis DVD        | Ingénieur Conseiller municipal puis adjoint au maire de Nancy                                                         |
| 1961    | 1973         | Pierre Deiber                           | UNR puis UDR puis Centriste | Directeur commercial Conseiller municipal de Nancy                                                                    |
| 1973    | 1998         | Claude Huriet                           | DVD puis UDF                | Professeur agrégé de médecine Sénateur de 1983 à 2001, Président du Conseil Général (1982-1988)                       |
| 1998    | 2004         | Jean-Yves Le Déaut                      | PS                          | Universitaire, adjoint au maire de Pont-à-Mousson Député (1986-2017)                                                  |
| 2004    | 2015         | Mathieu Klein                           | PS                          | Conseiller municipal de Nancy Vice-Président, puis Président du Conseil Général Elu en 2015 dans le Canton de Nancy-2 |

### Conseillers d'arrondissement (de 1833 à 1940)
| Période                                  | Période          | Identité                                                | Étiquette               | Qualité |
| ---------------------------------------- | ---------------- | ------------------------------------------------------- | ----------------------- | --- |
| 1833                                     | 1833 (démission) | M. Collesson                                            |                         | Ancien conseiller général                                                                                   |
| 1833                                     | 1836             | Joseph Léopold Mourot (1782-1852)                       |                         | Président de la Cour royale de Nancy                                                                        |
| 1836                                     | 1845             | Auguste Prosper François Guerrier de Dumast (1796-1883) |                         | Ancien sous-intendant militaire, propriétaire à Nancy                                                       |
|                                          |                  |                                                         |                         | |
| 1895                                     | 1907             | Auguste Gautherot                                       |                         | Maire de Marbache                                                                                           |
| 1907                                     | 1913             | Lucien Jullien                                          | Républicain             | Négociant, maire de Pompey                                                                                  |
| 1913                                     | 1922             | Charles Kuntzler (1874-1934)                            |                         | Médecin, chirurgien, maire de Pompey                                                                        |
| 1922                                     | 1925             | M. Lombard                                              |                         | |
| 1925                                     | 1928             | Paul-Hippolyte Condé                                    | Droite                  | Propriétaire, maire de Frouard                                                                              |
| 1928                                     | 1940             | Paul Jean-Louis Richard                                 | Républicain indépendant | Chef de bureau à la société des hauts-fourneaux, maire de Maxéville                                         |
| 1940                                     |                  |                                                         |                         | Les conseils d'arrondissement ont été suspendus par la loi du 12 octobre 1940 et n'ont jamais été réactivés |
| Les données manquantes sont à compléter. |                  |                                                         |                         | |

## Composition
Le canton de Nancy-Nord se compose d’une fraction de la commune de Nancy. Il compte 23 764 habitants (population municipale) au 1er janvier 2012.
| Nom               | Code Insee | Intercommunalité         | Population (dernière pop. légale)                |
| ----------------- | ---------- | ------------------------ | ------------------------------------------------ |
| Nancy (chef-lieu) | 54395      | Métropole du Grand Nancy | Fraction : 23 764(2012) Commune : 104 321 (2014) |

## Démographie
| 1962 | 1968 | 1975 | 1982 | 1990 | 1999 | 2009   |
| ---- | ---- | ---- | ---- | ---- | ---- | ------ |
| -    | -    | -    | -    | -    | -    | 23 955 |